# (2233) Kuznetsov
(2233) Kuznetsov (1972 XE1) – planetoida z pasa głównego asteroid okrążająca Słońce w ciągu 3,44 lat w średniej odległości 2,28 au. Odkryta 3 grudnia 1972 roku.